# فريدرش فيلهلم (لاندغراف هسن)
فريدرش فيلهلم غيورغ أدولف لاندغراف هسن (بالألمانية : Friedrich Wilhelm Georg Adolf von Hessen-Kassel؛ 26 نوفمبر 1820 - 14 أكتوبر 1884)؛ هو الابن الوحيد لـ فيلهلم الأول، لاندغراف هسن-كاسل-رومبنهايم والأميرة لويز شارلوت الدنماركية، وشقيق الأصغر للملكة لويز قرينة كريستيان التاسع ملك الدنمارك، وبذلك هو خال أبنائهما الستة.
في عام 1843 كان الثالث في ترتيب خلافة على العرش الدنماركي بعد ابن الملك فريدريك وشقيقه الأمير فرديناند، إلا خسر الادعاء أمام صهره الأمير كريستيان في 1852 وخاصة بعد تشابك مسألة شلسفيغ وهولشتاين في الخلافة بسبب رفض صعود أي أمير ليس من نسل آل أولدنبورغ المباشر، ومع 1875 بعد وفاة ابن عمه الناخب فريدرش فيلهلم دون وريث مناسب، أصبح الأمير فريدرش فيلهلم خليفته رغم أن اللقب كان فخرياً فقط بسبب ضم المنطقة إلى بروسيا منذ 1866.